# Curtis Borchardt
Curtis Alan Borchardt (nascut a Buffalo, Nova York, el 13 de setembre de 1980), és un exjugador professional estatunidenc de bàsquet. El seu últim equip fou el Blancos de Rueda Valladolid de la Lliga ACB.
És un pivot de 2,10 metres i 110 quilos que compta amb experiència en Estats Units, on va jugar fins a l'octubre de 2005, quan va ser fitxat pel CB Granada, de la lliga ACB.

## Trajectòria esportiva

### Institut i Universitat
Curtis Borchardt va començar a jugar als Estats Units, a l'Eastlake High School de Redmon, a l'estat de Washington.
Allà ja va deixar mostres de la seva qualitat, fent de mitjana 28,2 punts, 14,8 rebots i 5,4 taps.
Posteriorment, va passar a jugar a la prestigiosa Universitat Stanford, on va jugar a un gran nivell durant tres temporades al costat d'altres jugadors que també han passat per la NBA com ara Josh Childress, Casey Jacobsen i els bessons Collins (Jarron i Jason).
Allà es va proclamar campió de la conferència Pacific 10 de l'NCAA el 2001.
A nivell individual, Curtis va aconseguir el segon millor registre de la història d'aquesta universitat en taps, arribant a taponar fins a 146 tirs en els seus 66 partits disputats amb els Cardinal, nom pel qual són coneguts els equips esportius d'aquesta universitat.
Igualment, va ser elegit All-American de l'NCAA per l'Associated Press, així com va ser integrant de l'equip ideal de la conferència Pacific 10 de la NCAA el 2002, després de fer la mitjana 16,9 punts, 11,4 rebots -tercer de tot el país-, 2,9 taps i 2,0 assistències en 27 partits.

### NBA
Després de tres temporades a Stanford, Curtis Borchardt va decidir presentar-se al Draft de l'NBA del 2002, sense haver complert el seu cicle universitari de quatre anys.
No obstant això, les seves lesions a Stanford van enfosquir el seu talent, i per això va ser triat en el lloc número 18, una posició que semblava una mica baixa per a un jugador que passava per ser un dels millors pivots universitaris del país.
Si bé va ser triat pels Orlando Magic, no va arribar a disputar cap trobada amb aquesta franquícia, ja que va ser immediatament traspassat als Utah Jazz a canvi de Ryan Humphrey i els drets del draft de Jamal Sampson.
Aquest mateix estiu va disputar la Rocky Mountain Revue (un dels tornejos estiuencs de l'NBA) amb els Utah Jazz, torneig que tornaria a disputar el 2004, quan va ser integrant del quintet ideal.
Després de la seva participació en la Rocky Mountain Revue de 2002, semblava que Curtis Borchardt disputaria bastants minuts durant la temporada regular, però una fractura per estrès de l'escafoide tarsià va fer que es perdés la temporada sencera.
Un cop recuperat, el pivot afrontava la seva segona temporada amb l'esperança de disputar-la completa, però una nova sèrie de lesions li van impedir disputar gran part de la temporada, jugant 16 partits de manera intermitent al llarg de l'any.
Tot i que s'havia perdut per lesió 148 partits de 164 possibles en els seus dos primers anys, l'entrenador dels Utah Jazz, Jerry Sloan, va decidir seguir comptant amb ell, de manera que l'equip va exercir la clàusula de renovació de Borchardt, prolongant seu contracte per dos anys més.
Amb aquesta nova oportunitat, i l'absència de greus lesions, el jugador arriba a disputar 67 partits, sent titular en 23 d'ells.
No obstant això, les seves mitjanes no acabaren de convèncer el seu equip, que decideix incloure'l en el major traspàs de la història de l'NBA, en què es veuen involucrats tretze jugadors i cinc equips.
Van ser els Boston Celtics que van obtenir Curtis Borchardt en aquest traspàs, però ni amb els Celtics ni amb els Memphis Grizzlies, el seu equip posterior, arriba a jugar, de manera que l'octubre de 2005, rescindeix el seu contracte i decideix jugar a Europa.

### ACB
Encoratjat per Raül López, que va conèixer durant la seva primera rehabilitació en els Utah Jazz, el pivot de Buffalo accepta una oferta del CB Granada, qui ho contracta al desembre de 2005 fins a final de temporada. En la seva primera temporada a ACB, Borchardt mitjana 15,8 punts, 9,3 rebots i 2 taps per partit, estadístiques que li valen per rebre el guardó al millor jugador del mes d'abril i per salvar el seu equip del descens.
L'absència de lesions importants en aquest període, unit als seus excel·lents números, fan que alguns equips NBA s'interessin pels seus serveis en finalitzar el seu contracte en l'estiu del 2006. Però quan semblava que Curtis Borchardt marxaria del CB Granada amb destinació a l'NBA o algun equip punter europeu com ara el Maccabi Tel Aviv, va decidir renovar per dues temporades amb l'equip nassarita. La integració del jugador i de la seva dona (l'exjugadora Susan King) a la ciutat, unida a l'agraïment cap a la directiva i als serveis mèdics del club, així com la recomanació de no forçar el seu físic jugant molts partits com en l'NBA, fan que Borchardt decideixi perllongar la seva estada en aquest equip.
Així doncs, inicia la seva primera temporada completa a l'ACB, la 2006-07, amb moltes expectatives entorn del seu joc, del qual depenen gran part de les aspiracions del seu equip. En aquesta nova temporada, l'exjugador de Stanford mitjana 15,2 punts, 10,5 rebots (líder en rebots), 1,9 taps i 23,8 punts de valoració, uns números que si bé no li valen per entrar en el quintet ideal de la temporada, si li atorguen els premis al millor jugador de l'ACB en els mesos de novembre, desembre i gener. No obstant això, només va poder jugar 26 partits de lliga i es perdrà el final de temporada a causa d'una lesió a l'espatlla.
Es perd també l'inici de la temporada 2007-08, no reapareixent fins a la jornada 5 davant del Unicaja Màlaga, partit en el qual aconsegueix 23 punts de valoració, després de més de sis mesos sense jugar un partit oficial.
No obstant això, la mala fortuna es torna a encebar amb el pivot americà, ja que en la 18a jornada, davant del Grupo Capitol Valladolid, rep un cop a l'espatlla dreta, que encara que a priori només li mantindria de baixa entre 10 i 15 dies, li impedeixen tornar finalment durant la resta de la temporada, disputant només 13 partits, en els quals va fer una mitjana de 10,7 punts, 10,5 rebots i 1,3 taps, per a un total de 20 punts de valoració.
Després de superar la seva greu lesió, la temporada 2008 torna a jugar amb el CB Granada, disputant 26 partits, en els quals novament, els seus números tornen a situar-lo com un dels líders estadístics de l'ACB: 12,3 punts, 9,8 rebots i 1,5 taps, aconseguint una mitjana final de 19,9 punts de valoració, arribant a aconseguir algunes de les valoracions més altes dels últims anys, com els 41 punts de valoració aconseguits davant del Vive Menorca i davant del TAU Ceràmica.

## França
En finalitzar la temporada, no rep una oferta de renovació per part del CB Granada, que en aquest moment passa per greus dificultats econòmiques, i accepta l'oferta per dues temporades del Asvel Lió-Villeurbanne, equip francès de la LNB PRO A on va ser tallat i va romandre fora de la competició d'elit durant temporada i mitja abans de fitxar pel Club Bàsquet Valladolid el gener de 2012.